# Brücke von Djemerrin
Die Brücke von Djemerrin ist eine römische Bogenbrücke im syrischen Hauran-Gebiet nahe der antiken Stadt Bostra (heute: Bosra asch-Scham). Die Brücke, die zur Römerstraße nach Soada Dionysias (heute: as-Suwaida) gehörte, überquerte einige Kilometer nördlich von Bostra den Wadi Zeidi.
Das Bauwerk präsentiert sich heute im Wesentlichen als Bogenskelett; seine drei Rundbögen bestehen aus örtlichem Basalt in Keilsteinform, Fahrbahn und Verfüllung in den Bogenzwickeln sind dagegen verschwunden – vermutlich herausgebrochen zur lokalen Weiterverwendung. Eine bauliche Besonderheit stellen die beiderseits der Brücke schräg zulaufenden Uferbefestigungen dar, die bei Hochwasser den Wadi in sein Bett unter der Brücke zwingen sollten.
Mindestens zwei weitere Römerbrücken über den Wadi Zeidi haben die Zeit überdauert, die Brücke von Kharaba und die bei at-Tayyibeh.